# Burgh next Aylsham
Burgh next Aylsham lub Burgh juxta Aylsham lub Aylsham Burgh lub Burgh St. Peter – wieś w Anglii, w Norfolk. W 1931 wieś liczyła 198 mieszkańców. Burgh next Aylsham jest wspomniana w Domesday Book (1086) jako Bu(r)c.